# Valerianella microcarpa
Valerianella microcarpa är en kaprifolväxtart som beskrevs av Jean Loiseleur-Deslongchamps. Enligt Catalogue of Life ingår Valerianella microcarpa i släktet klynnen och familjen kaprifolväxter, men enligt Dyntaxa är tillhörigheten istället släktet klynnen och familjen kaprifolväxter. Arten har ej påträffats i Sverige. Inga underarter finns listade i Catalogue of Life.